# Erebia sudetica
Erebia sudetica (tên tiếng Anh: Sudeten Ringlet) là một loài bướm thuộc họ Nymphalidae. Loài này có ở Cộng hòa Séc, Pháp, Ba Lan, România, và Thụy Sĩ. Môi trường sống tự nhiên của chúng là vùng đồng cỏ ôn đới. Chúng hiện đang bị đe dọa vì mất nơi sống.